# Bataille d'Ioribaiwa
Guerre du Pacifique de la Seconde Guerre mondiale
Batailles
- Buna-Gona
- Kokoda
- Isurava
- 1re Ruisseau Eora – Traversée de Templeton
- Efogi
- Ioribaiwa
- 2e Ruisseau Eora – Traversée de Templeton
- Oivi-Gorari
- Logistique alliée

La bataille d'Ioribaiwa a eu lieu entre le 14 et le 16 septembre 1942, lors de la campagne de la piste Kokoda en Papouasie pendant la Seconde Guerre mondiale. Impliquant des forces d'Australie, des États-Unis et du Japon, les combats se sont concentrés sur le point haut connu sous le nom de la crête d'Ioribaiwa, au sud du ruisseau Ofi sur la piste Kokoda, dans le territoire de Papouasie. Ce fut la dernière des trois batailles défensives livrées par les Australiens le long de la piste Kokoda pour arrêter l'avancée japonaise de la côte nord de la Papouasie vers Port Moresby.
Bien que les Japonais réussissent à repousser les défenseurs australiens au centre de leur position sur la piste, de violents combats sur les flancs de la position émoussent l'attaque japonaise, l'arrêtant. Dans la foulée, le commandant australien, le brigadier Kenneth Eather, percevant que l'attaque ne peut être tenue et que la crête d'Ioribaiwa n'est pas apte pour une contre-attaque, retire ses forces sur la crête d'Imita. Les Japonais, cependant, ont atteint la limite de leur ligne d'approvisionnement, et des facteurs stratégiques et des revers ailleurs ont forcé le commandant japonais, le général de division Tomitarō Horii, à poursuivre une approche plus défensive en Papouasie et en Nouvelle-Guinée. En conséquence, en octobre, les Japonais commencent à se retirer vers leurs têtes de pont à Buna-Gona, avec les Australiens à leur poursuite.

### Lectures complémentaires
- Dudley McCarthy, South-West Pacific Area – First Year, vol. 5, Canberra, Australian War Memorial, coll. « Australia in the War of 1939–1945. Series 1 – Army », 1959 (OCLC 3134247, lire en ligne)
- Kengoro Tanaka, Operations of the Imperial Japanese Armed Forces in the Papua New Guinea Theater During World War II, Tokyo, Japan, Japan Papua New Guinea Goodwill Society, 1980 (OCLC 9206229)